# Juan José Timón
Juan José Timón Bettega (18 de novembro de 1937 – 13 de julho de 2001) foi um ciclista uruguaio. Representou o Uruguai em duas edições dos Jogos Olímpicos (Roma 1960 e Tóquio 1964).